# Добрыня Никитич
Добры́ня Ники́тич — один из главных героев древнерусского и русского былинного эпоса.
Он часто изображается служилым богатырём при князе Владимире. Жена — Настасья, дочь Микулы Селяниновича. Былины нередко говорят о его долгой придворной службе, в которой он проявляет своё природное «вежество». Часто князь даёт ему поручения: собрать и перевезти дань, выручить княжую племянницу и прочее; часто и сам Добрыня вызывается исполнять поручение, от которого отказываются другие богатыри. Добрыня — самый близкий к князю и его семье богатырь, исполняющий их личные поручения и отличающийся не только храбростью, но и дипломатическими способностями.
Добрыню иногда величают князем, а иногда племянником Владимира Красного Солнышка. Историческим прототипом Добрыни Никитича считают воеводу Добрыню, дядю и воеводу князя Владимира, брата его матери Малуши. Согласно былинам, Добрыня Никитич — сын рязанского воеводы Никиты. Богатырь умён, образован и отличается разнообразием дарований: он ловок, на ножку повёрток, отлично стреляет, плавает, играет в тавлеи, поёт, играет на гуслях.

## Былинные сюжеты
По данным С. Н. Азбелева, насчитывающего 54 сюжета героических былин, Добрыня Никитич является главным героем шести из них (№ 14-19 по составленному Азбелевым указателю).
14. Поединок Добрыни с Ильёй Муромцем
15. Добрыня и погоня за силой Нечистой (в легенде говорится о событиях десятого века якобы Добрыня там был)
16. Добрыня и Змей (в большинстве вариантов Добрыня не только бьётся со Змеем, но и освобождает из плена племянницу князя Владимира Забаву Путятичну)
17. «Добрыня и Маринка»
18. Добрыня и Настасья
19. Добрыня и Алёша («Добрыня в отъезде», «Добрыня на свадьбе своей жены»)
20. Добрыня и Василий Казимирович
По некоторым сюжетам число отдельных вариантов, записанных от разных сказителей, исчисляется десятками (особенно популярны № 15, 18, 19, 24). Сюжеты № 16 и 17 известны в единичных записях.
Добрыня Никитич играет важную роль в былинах о Дунае Ивановиче (№ 23 и 24 по составленному Азбелевым указателю).
24. Поединок Дуная Ивановича с Добрыней Никитичем
25. Дунай Иванович — сват (Дунай и Добрыня добывают невесту для князя Владимира)

## Характер и прототип
Как правило, образ Добрыни очерчен в былинах ярко и определённо. Он обладает мужеством и огромной физической силой, при этом отличается «вежеством» — то есть учтивостью и дипломатичностью. Добрыня разговаривал «на 12 языках и знал разговор птичий».
Перечисленные исследования сюжетов, прикреплённых к имени Добрыни Никитича, позволяют сделать следующие выводы о былинной истории этого богатыря.
В дотатарском периоде существовали предания и песни, в которых значительную роль играл родственник и воевода князя Владимира I Святославича Добрыня. Наиболее древний мотив, прикреплённый к имени Добрыни Никитича в былинах, — его роль как змееборца и свата. В обоих сюжетах ещё могут быть отмечены кое-какие исторические отголоски.
Первый сюжет был обработан в былину, по-видимому, на севере, в Новгородской земле, о чём свидетельствует новгородское предание о змияке.
Может быть, и основная былина о добывании Добрыней Никитичем жены (Рогнеды) для Владимира сложилась на севере и затем вошла в киевский цикл. Былина о Добрыне Никитиче в отъезде — не что иное, как восточная сказка, прикрепившаяся к имени Добрыни; неблаговидная роль Алеши Поповича указывает на позднее время (не раньше XVI века) внесения этой сказки в былинный эпос, когда он вошёл в репертуар скоморохов.
Былина о Марине — переделанный в былину сказочный сюжет о жене-чародейке. Если имя Марины одновременно переделке сказки в былину (что довольно вероятно, по отсутствию вариантов имени и некоторым деталям, например, обращению Марины в сороку), то былина, может быть, сложена в XVII веке. Наконец, имя Добрыни Никитича внесено и в песню безымянную, не относящуюся к былинам. Это — песнь о добром молодце и реке Смородине. Мотивом введения имени Добрыни Никитича (вместо доброго молодца) послужило то, что Добрыня в былинах также подвергается опасности утонуть в реке Пучае.
По былинам Добрыня Никитич родом из Рязани, поэтому некоторые исследователи, такие как М. Г. Халанский, считают, что кроме дяди Владимира, у богатыря есть ещё один прототип — рязанский воин Добрыня по прозвищу Золотой Пояс, упоминавшийся в летописях, рассказывавших о Липицкой битве и битве на Калке. На предполагаемой родине и месте захоронения Добрыни Золотого Пояса — Шиловском районе установлен памятник богатырю и проводится ежегодный фестиваль «Слава Добрыни».

## История исследований
Былины о Добрыне-змееборце рассматриваются В. Ф. Миллером в его «Экскурсах в область русского народного эпоса». Указав на сходство между Добрыней и змееборцами русских духовных стихов, Георгием Победоносцем и Фёдором Тироном, автор проводит между ними следующую аналогию: подобно тому, как в церковно-народной среде к имени великомученика Георгия некогда (вероятно, в Сирии) прикрепился мотив змееборства, как внешняя оболочка религиозного духовного подвига — распространения христианства, — так в былине о Добрыне-змееборце отразилась, в эпических чертах, энергическая и памятная некогда на Руси деятельность исторического дяди Владимира, Добрыни, по распространению христианства, сопровождавшаяся свержением идолов и массовым насильственным крещением язычников. Для подтверждения этой мысли автор рассматривает рассказ о насильственном крещении Добрыней новгородцев, сохранившийся в так называемой Иоакимовской летописи, и указывает некоторые исторические отголоски в былинах о Добрыне. Намёки на крещение автор видит в купанье Добрыни Никитича, в названии реки — Пучае (то есть Почайне). Летописная связь Добрыни Никитича с тысяцким Путятой (выразившаяся в известной пословице: Путята крести мечом, а Добрыня огнём) отразилась в былине в отчестве Забавы Путятичны, спасённой Добрыней от змея. Отголоски летописного сказания о добывании Добрыней Никитичем Рогнеды-Гориславы для Владимира указывает тот же исследователь в статье «Добрыня-сват». Параллели к былинам об отъезде Добрыни Никитича и выходе его жены за Алёшу Поповича указаны Миллером в турецкой сказке об Ашик-Керибе.
Подробный анализ обращения Добрыни Никитича Мариной в тура — золотые рога представил профессор Николай Сумцов. Он приводит множество параллелей из сказок разных народов о жене-волшебнице. Одна подробность того же былинного сюжета — стреляние Добрыней в голубей, сидящих на тереме Марины — сопоставлена Вс. Миллером с талмудическим апокрифом о стрелянии царя Давида в птицу, сидевшую над моющейся Вирсавией.

## Образ в культуре

### Объекты, названные в честь Добрыни
- Добрыня Никитич — остров архипелага Норденшельда.
- Добрыня Никитич — гора хребта Грозный на острове Итуруп Большой Курильской гряды.
- «Добрыня Никитич» — российский ледокол британской постройки.
- Портовый ледокол типа «Добрыня Никитич» — проект советских кораблей.
- «Добрыня Никитич» — прежнее название речного пассажирского теплохода «Прикамье», относящегося к типу «Родина».

### Музыка
- В 1818 году композиторы Катерино Кавос и Фердинандо Антонолини написали оперу «Добрыня Никитич, или Страшный замок».
- Персонаж оперы-фарса А. П. Бородина «Богатыри».
- Персонаж оперы Александра Серова «Рогнеда»
- В 1901 году композитор Александр Гречанинов написал оперу «Добрыня Никитич».

### Изобразительное искусство
- Художник В. П. Верещагин написал картину «Бой Добрыни со Змеем Горынычем» для дворца великого князя Владимира Александровича, ныне Дом учёных в Санкт-Петербурге.
- 1898 — «Богатыри» (автор Виктор Васнецов).
- 1918 — «Бой Добрыни Никитича с семиглавым Змеем Горынычем» (автор Виктор Васнецов).
- 1941 — «Добрыня Никитич освобождает от Змея Горыныча Забаву Путятичну» (автор Иван Билибин).
- 1974 — «Битва Добрыни Никитича со Змеем» (автор Константин Васильев).
- 1976 — «Добрыня и Змей» (серия иллюстраций, автор Иван Архипов).
- 2002 — «Добрыня Никитич» (автор Станислав Москвитин).
- 2017 — «Добрыня Никитич» (серия иллюстраций, автор Степан Гилев).

### Фильмы
- 1956 — «Илья Муромец», режиссёр Александр Птушко, в роли Добрыни Георгий Дёмин.
- 2005 — «Сага древних булгар. Лествица Владимира Красное Солнышко», где Добрыню сыграл Леонид Куравлев.
- 2004 — «Чудеса в Решетове», Добрыню сыграл Вячеслав Руднев.
- 2010 — «Приключения в Тридесятом царстве», Добрыню сыграл Андрей Бронников.
- 2011 — «Реальная сказка», Добрыню сыграл Павел Климов.
- 2014 году, 28 июня состоялась премьера документального телесериала «Земля Героев» в которой рассказывалось о Добрыне.
- 2017 году вышел фильм «Последний богатырь», где роль Добрыни Никитича исполнил Евгений Дятлов.
- 2017 году вышел украинский приключенческий фильм-фэнтези «Сторожевая застава», где роль Добрыни Никитича исполнил Александр Комаров.

### Мультфильмы
- 1965 — на студии «Союзмультфильм» был создан мультипликационный фильм «Добрыня Никитич».
- 2006 — «Добрыня Никитич и Змей Горыныч» (режиссёр Илья Максимов, Добрыню озвучивает Валерий Соловьёв).
- 2006 — «Князь Владимир» (режиссёр Юрий Кулаков, Добрыню озвучивает Дмитрий Назаров).
- 2010 — «Три богатыря и Шамаханская царица» (режиссёр Сергей Глезин, Добрыню озвучивает Валерий Соловьёв).
- 2012 — «Три богатыря на дальних берегах» (режиссёр Константин Феоктистов, Добрыню озвучивает Валерий Соловьёв).
- 2015 — «Три богатыря. Ход конём» (режиссёр Константин Феоктистов, Добрыню озвучивает Валерий Соловьёв).
- 2016 — «Три богатыря и морской царь» (режиссёр Константин Феоктистов, Добрыню озвучивает Валерий Соловьёв).
- 2017 — «Три богатыря и принцесса Египта» (режиссёр Константин Феоктистов, Добрыню озвучивает Валерий Соловьёв).
- 2018 — «Три богатыря и наследница престола» (режиссёр Константин Бронзит, Добрыню озвучивает Валерий Соловьёв).
- 2020 — «Конь Юлий и большие скачки» (режиссёры Дарина Шмидт и Константин Феоктистов, Добрыню озвучивает Валерий Соловьёв).
- 2021 — «Три богатыря и Конь на троне» (режиссёры Дарина Шмидт и Константин Феоктистов, Добрыню озвучивает Валерий Соловьёв).

### Видеоигры
- Алёша Попович и Тугарин Змей (2005; Россия)
- Добрыня Никитич и Змей Горыныч (2006; Россия)
- Илья Муромец и Соловей-Разбойник (2007; Россия)
- Три богатыря и Шамаханская царица (2010; Россия)
- Три богатыря. Ход конём (2014; Россия)
- Fate Grand/Order (2015, Япония) Добрыня Никитич (точнее выдающая себя за него жена) является слугой класса Райдер.
- Три богатыря. Приключения (2018; Россия)